# Лукаш, Виктор Николаевич
Виктор Николаевич Лукаш (21 октября 1935, Харьков — 20 февраля 2019, Киев) — советский и украинский звукорежиссёр (звукооператор), композитор и педагог. Заслуженный деятель искусств Украины, основатель кафедры Звукорежиссуры в Киевском театральном университете имени Карпенко-Карого.(2018), доцент, президент Киевского благотворительного фонда содействия теле-, кино-производителям «Мегаполис», председатель Ассоциации звукорежиссёров кино и ТВ Национального Союза кинематографистов Украины.

## Биография
Родился 21 октября 1935 года в Харькове.
В 1953 году поступил в Киевский политехнический институт на электроакустический факультет, который закончил в 1958 году. С 1958 — работал звукорежиссёром Киевской студии телевидения, звукорежиссёром высшей категории Киевской киностудии им. А. П. Довженко. Параллельно закончил Киевскую государственную консерваторию (1967, класс фортепиано). Участвовал в музыкально-звуковом оформлении игровых и хроникально-документальных фильмов, фильмов-спектаклей, имеет опыт работы на разных студиях, в том числе — на студии «Lukas Film» (США), «Мосфильм» (Россия) и др.
16 сентября 2002 года была создана кафедра звукорежиссуры, как отдельное структурное подразделение Киевского национального университета театра, кино и телевидения имени И. К. Карпенко-Карого — её возглавил Лукаш Виктор Николаевич, как известный специалист звукорежиссер высшей категории Национальной киностудии имени А. П. Довженко. С тех пор Виктор Николаевич Лукаш был заведующим кафедрой звукорежиссуры Киевского национального университета театра, кино и телевидения имени И. К. Карпенко-Карого.
Умер 20 февраля 2019 году в Киеве. Похоронен на Байковом кладбище.

## Известные ученики
Среди учеников Лукаша режиссёр, актёр и телеведущий Александр Жеребко; звукорежиссёр, композитор и актриса Светлана Станиславчук и другие.

## Фильмография

### Звукорежиссёр
- 1972 — Неизвестный, которого знали все
- 1980 — Мужество
- 1982 — Казнить не представляется возможным
- 1983 — Водоворот
- 1984 — Возвращение с орбиты
- 1984 — Твое мирное небо
- 1985 — Женихи (укр. Женихи)
- 1989 — Часовщик и курица
- 1990 — Распад (совм. с Т. Джонсоном)
- 1992 — Каин
- 1997 — Святое семейство (совм. с В. Брюнчугиным)
- 2004 — Братство
- 2006 — Другая жизнь, или Побег из того света

### Композитор
- 1994 — Человеческий голос

## Рекомендуемая литература
- Спілка кінематографістів України. - К., 1985. — С.96.
- Телебачення і радіо України: Професіонали. - К., 2001. — СІЮ.